# Вудмонт (Конектикат)
Вудмонт (енгл. Woodmont) град је у америчкој савезној држави Конектикат.

## Демографија
По попису из 2010. године број становника је 1.488, што је 223 (-13,0%) становника мање него 2000. године.
| Група             | 2000.         | 2010.         |
| Белци             | 1.589 (92,9%) | 1.365 (91,7%) |
| Афроамериканци    | 24 (1,4%)     | 14 (0,9%)     |
| Азијати           | 24 (1,4%)     | 16 (1,1%)     |
| Хиспаноамериканци | 59 (3,4%)     | 87 (5,8%)     |
| Укупно            | 1.711         | 1.488         |